# Smiley Mountain
Smiley Mountain je hora v Custer County, ve střední části Idaha.
S nadmořskou výškou 3 508 metrů je druhou nejvyšší horou pohoří Pioneer Mountains s prominencí vyšší než 500 metrů a desátou nejvyšší horou v Idahu s prominencí vyšší než 500 metrů. Smiley Mountain leží v jihovýchodní části pohoří, přibližně 25 kilometrů východně až jihovýchodně od nejvyššího vrcholu pohoří Hyndman Peak (3 660 m). Hora je součástí národního lesa Salmon-Challis National Forest.